# Rasmus Carstensen
Rasmus Carstensen (ur. 10 listopada 2000 w Virklund) – duński piłkarz występujący na pozycji prawego obrońcy w duńskim klubie  Aarhus GF, do którego jest wypożyczony z niemieckiego 1. FC Köln. 

## Sukcesy
Silkeborg IF
- I dywizja duńska w piłce nożnej mężczyzn: 2018/2019[2]

### Lech Poznań
- Mistrzostwo Polski: 2024/2025